# Казамарте (Пескара)
Казамарте (итал. Casamarte) је насеље у Италији у округу Пескара, региону Абруцо.
Према процени из 2011. у насељу је живело 16 становника. Насеље се налази на надморској висини од 120 м.